# Distrito de Kamrup metropolitano
Kamrup metropolitano (en asamés; কামৰূপ মহানগৰ জিলা) es un distrito de la India en el estado de Assam. Código ISO: IN.AS.KM.
Comprende una superficie de 128 km².
El centro administrativo es la ciudad de Guwahati.

## Demografía
Según censo 2011 contaba con una población total de 1 260 419 habitantes, de los cuales 604 789 eran mujeres y 655 630 varones.